# Cretomalthus
Cretomalthus – wymarły rodzaj chrząszczy z podrzędu Archostemata i rodziny Micromalthidae. Obejmuje tylko jeden wczesnokredowy gatunek, C. acracrowsonorum, którego inkluzje znaleziono w bursztynie libańskim.

## Taksonomia
Rodzaj i jego gatunek typowy opisane zostały po raz pierwszy w 2008 roku przez Aleksandra Kirejczuka i Dany’ego Azara na łamach czasopisma „Alavesia”. Opisu dokonano na podstawie inkluzji pojedynczego okazu larwy w bursztynie libańskim, datowanej na wczesną kredę. Odnaleziono go w Kada Dżazzin w muhafazie Al-Dżanub na południu Libanu. Nazwa rodzajowa powstała z połączenia słów cretaceous („kredowy”) i Micromalthus, epitet gatunkowy zaś nadano na cześć Aftima Akry, który zebrał holotyp, oraz Roya Alberta Crowsona, który przyporządkował go do Micromalthidae.

## Morfologia
Larwa o wydłużonym, lekko grzbietowo i brzusznie wypukłym ciele długości około 1,5 mm i szerokości 0,3 mm, w zarysie o niemal równoległych bokach.
Głowa była lekko spłaszczona i nieco wycofana w przedtułów, zaopatrzona w jedną parę oczek larwalnych. Występował poprzeczny szew epistomalny. Czułki budowały cztery człony, z których pierwszy i drugi były poprzeczne, a ostatni bardzo wąski i długi. Nieco ku przodowi rozszerzona warga górna miała zaokrąglone kąty przednio-boczne i cztery szczecinki na przedniej krawędzi. Żuwka wewnętrzna była mała i błoniasta, a na wewnętrznej rosły dwie szczecinki. Głaszczki szczękowe miały człon ostatni półtorakrotnie dłuższy niż dwa pozostałe mierzone razem. Wargę dolną cechowały trapezowata bródka i cienkie, jednoczłonowe głaszczki. Na guli przy krawędzi przedbródka leżała para błoniastych nabrzmień.
Tułów miał całkiem błoniasty wierzch. Na jego spodzie brak było szczecinek. Przedpiersie miało część przedbiodrową pośrodkowo wyniesioną i o kanciasto wypukłej przedniej krawędzi. Odnóża miały stożkowate biodra, prawie walcowaty, cieńsze od następnego członu krętarze, trochę od bioder dłuższe i o połowę od nich węższe, odwrotnie prawie stożkowate uda, niemal walcowate z szerszym wierzchołkiem golenie oraz półtorakrotnie dłuższe od goleni i nieco od nich cieńsze stopy zwieńczone parą cienkich, lekko zakrzywionych pazurków.
Spośród sternitów odwłoka piąty i szósty miały dołki przy tylnych krawędziach.